# Olympia's Tour 2023
L'Olympia's Tour 2022, sessantanovesima edizione della corsa valevole come prova del circuito UCI Europe Tour 2022, categoria 2.2, si svolse in cinque tappe dal 22 al 26 marzo 2023 per un percorso totale di 675 km, con partenza dal TT Circuit Assen e arrivo a Beek. La vittoria fu appannaggio del danese Mathias Bregnøj, il quale completò il percorso in 15h09'45", alla media di 47,514 km/h, precedendo il belga Liam Slock e l'olandese Jesse Kramer.
Sul traguardo di Beek 58 ciclisti, su 146 partiti dal TT Circuit Assen, portarono a termine la competizione.

## Tappe
| Tappa  | Data     | Percorso                                                | km    | Vincitore di tappa | Leader cl. generale |
| ------ | -------- | ------------------------------------------------------- | ----- | ------------------ | ------------------- |
| 1ª     | 22 marzo | TT Circuit Assen > TT Circuit Assen (cron. individuale) | 9     | Per Strand Hagenes | Per Strand Hagenes  |
| 2ª     | 23 marzo | Assen > Assen                                           | 162,6 | Max Kroonen        | Emil Mielke Vinjebo |
| 3ª     | 24 marzo | Gieten > Ruurlo                                         | 168,3 | Erlend Blikra      | Emil Mielke Vinjebo |
| 4ª     | 25 marzo | Neede > Tiel                                            | 161,3 | Enzo Leijnse       | Emil Mielke Vinjebo |
| 5ª     | 26 marzo | Beek > Beek                                             | 173,4 | Jesse Kramer       | Mathias Bregnøj     |
| Totale | Totale   | Totale                                                  | 675   |                    |                     |

## Dettagli delle tappe

### 1ª tappa
- 22 marzo: TT Circuit Assen > TT Circuit Assen (cron. a squadre) – 9 km

Risultati
| Pos. | Corridore          | Squadra  | Tempo  |
| ---- | ------------------ | -------- | ------ |
| 1    | Per Strand Hagenes | Jumbo DT | 10'55" |
| 2    | Vlad Van Mechelen  | DT DSM   | a 1"   |
| 3    | Joshua Giddings    | Lotto DT | a 4"   |

| Pos. | Corridore          | Squadra  | Tempo  |
| ---- | ------------------ | -------- | ------ |
| 1    | Per Strand Hagenes | Jumbo DT | 10'55" |
| 2    | Vlad Van Mechelen  | DT DSM   | a 1"   |
| 3    | Joshua Giddings    | Lotto DT | a 4"   |

### 2ª tappa
- 23 marzo: Assen > Assen – 162,6 km

Risultati
| Pos. | Corridore   | Squadra       | Tempo    |
| ---- | ----------- | ------------- | -------- |
| 1    | Max Kroonen | Volkerwessels | 3h20'20" |
| 2    | Joren Bloem | TDT-Unibet    | s.t.     |
| 3    | Lars Boven  | Jumbo DT      | s.t.     |

| Pos. | Corridore           | Squadra  | Tempo    |
| ---- | ------------------- | -------- | -------- |
| 1    | Emil Mielke Vinjebo | Leopard  | 3h31'21" |
| 2    | Lars Boven          | Jumbo DT | a 4"     |
| 3    | Rick Ottema         | Allinq   | a 20"    |

### 3ª tappa
- 24 marzo: Gieten > Ruurlo – 168,3 km

Risultati
| Pos. | Corridore         | Squadra       | Tempo    |
| ---- | ----------------- | ------------- | -------- |
| 1    | Erlend Blikra     | Uno-X Dare    | 3h58'58" |
| 2    | Coen Vermeltfoort | Volkerwessels | s.t.     |
| 3    | Martijn Budding   | TDT-Unibet    | s.t.     |

| Pos. | Corridore           | Squadra  | Tempo    |
| ---- | ------------------- | -------- | -------- |
| 1    | Emil Mielke Vinjebo | Leopard  | 7h30'19" |
| 2    | Lars Boven          | Jumbo DT | a 4"     |
| 3    | Rick Ottema         | Allinq   | a 20"    |

### 4ª tappa
- 25 marzo: Neede > Tiel – 161,3 km

Risultati
| Pos. | Corridore         | Squadra  | Tempo    |
| ---- | ----------------- | -------- | -------- |
| 1    | Enzo Leijnse      | DT DSM   | 3h59'11" |
| 2    | Magnus Bak Klaris | R. Suri  | a 5"     |
| 3    | Mārtiņš Pluto     | Abloc CT | a 49"    |

| Pos. | Corridore           | Squadra  | Tempo     |
| ---- | ------------------- | -------- | --------- |
| 1    | Emil Mielke Vinjebo | Leopard  | 11h30'19" |
| 2    | Lars Boven          | Jumbo DT | a 4"      |
| 3    | Rick Ottema         | Allinq   | a 20"     |

### 5ª tappa
- 26 marzo: Beek > Beek – 173,4 km

Risultati
| Pos. | Corridore           | Squadra  | Tempo    |
| ---- | ------------------- | -------- | -------- |
| 1    | Jesse Kramer        | Jumbo DT | 3h38'58" |
| 2    | Martin Pedersen     | R. Suri  | s.t.     |
| 3    | Frank van den Broek | Abloc CT | s.t.     |

| Pos. | Corridore       | Squadra  | Tempo     |
| ---- | --------------- | -------- | --------- |
| 1    | Mathias Bregnøj | Leopard  | 15h09'45" |
| 2    | Liam Slock      | Lotto DT | a 14"     |
| 3    | Jesse Kramer    | Jumbo DT | a 22"     |